# بافت نرم

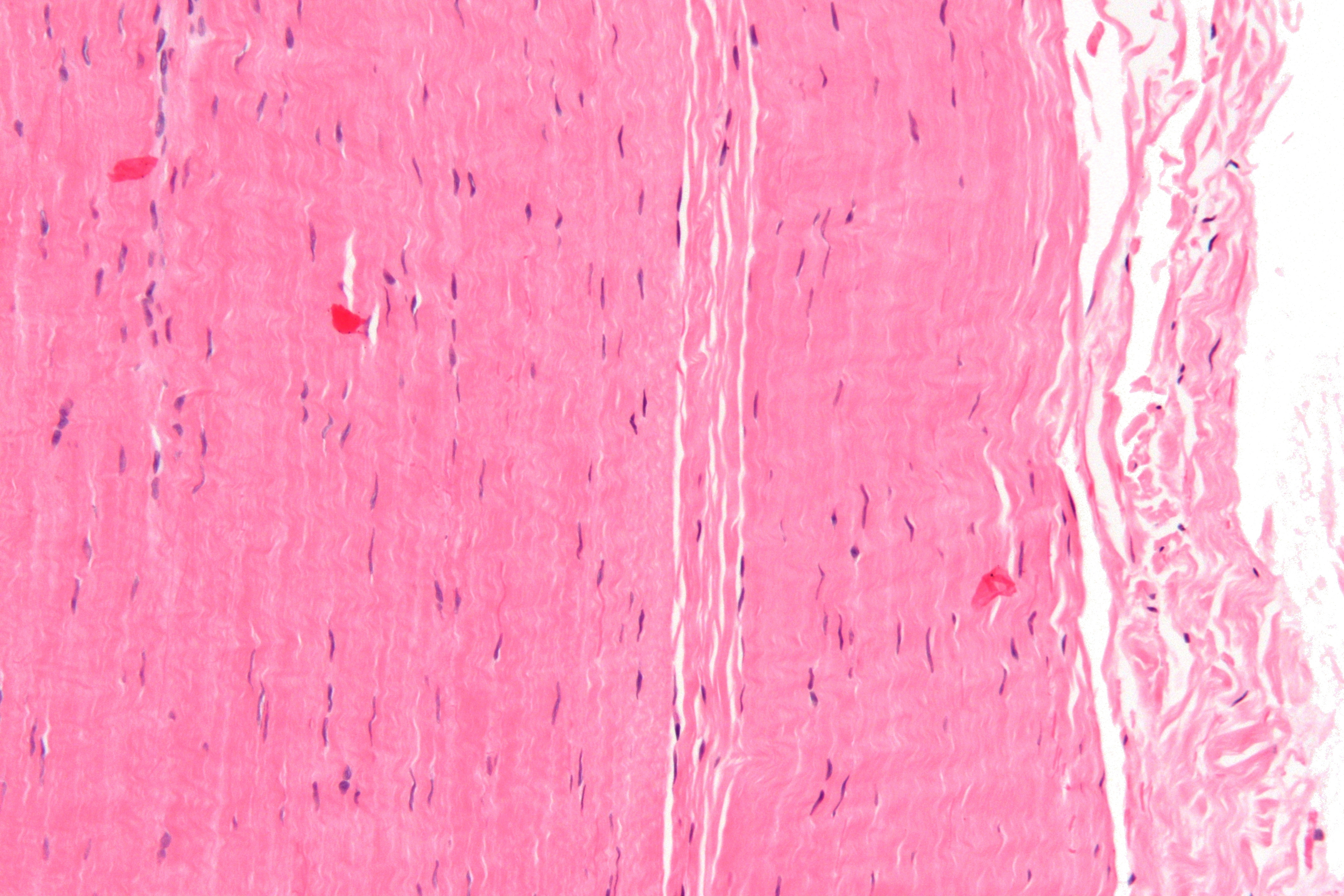
ریزنگار یک زردپی. H&E.

بافت نرم تمام بافت‌هایی از بدن است که در اثر فرآیندهای استخوانی شدن یا کلسیفیکاسیون مانند استخوان‌ها و دندان‌ها سخت نمی‌شوند. بافت نرم اندام‌های داخلی و استخوان‌ها را به هم متصل، احاطه یا پشتیبانی می‌کند و شامل ماهیچه‌ها، تاندون‌ها، رباط‌ها، چربی، بافت فیبری، لنف و عروق خونی، نیام و غشای زلاله‌ای می‌شود.

## اختلالات
اختلالات بافت نرم شرایط پزشکی است که بر بافت نرم تأثیر می‌گذارد.
دیدن آنچه در زیر پوست با بافت‌های همبند نرم، فاسیا، مفاصل، ماهیچه‌ها و تاندون‌ها می‌گذرد، بسیار دشوار است و اغلب آسیب‌های بافت نرم برخی از مزمن‌ترین دردناک‌ترین و دشوارترین در درمان هستند.
متخصصان اسکلتی عضلانی، درمانگران و فیزیولوژیست‌های عصبی-عضلانی و نورولوژیست‌ها در درمان آسیب‌ها و بیماری‌ها در نواحی بافت نرم بدن تخصص دارند. این پزشکان متخصص اغلب روش‌های نوآورانه‌ای را برای دستکاری بافت نرم به منظور تسریع بهبود طبیعی و تسکین درد مرموز که اغلب با آسیب‌های بافت نرم همراه است، توسعه می‌دهند. این حوزه از تخصص پزشکی به عنوان «تراپی بافت نرم» شناخته شده‌است و به سرعت و به کمک فناوری در حال گسترش است.